# Војни крст
Војни крст (ВК; енгл. Military Cross; MC) је војно одликовање британских оружаних снага, треће у нивоу, додељује се официрима, а од 1993. и другим припадницима (подофицирима и војницима), као и официрима из страних савезничких држава.
Добија се у знак признања за „дело или дела за истакнути пример током активне операције против непријатеља, додељује се свим припадницима, на било којој позицији у британским оружаним снагама ...". Године 1979. Краљица је одобрила предлог да се одређени број одликовања, укључујући и војни крст, може у будућности додељивати постхумно.

## Историја
Награда је основана 1914. за официре до чина капетана. Године 1931, одликовање је подигнуто до чина мајора и установљен је и за припаднике Краљевског ваздухопловства за акције на земљи. Године 1993. преиспитан је систем доделе почасти, са намером за уклањање разлике у рангу одликовања за храброст. Тада је укинут Војни Орден, који је био трећи у нивоу по важности за припаднике британских снага. А, од тада Војни крст се налази на трећем нивоу, као одликовање за храброст на земљи за све припаднке британских оружаних снага. 

## Опис
- 46 мм максимална висина, 44 мм максимална ширина
- Украсни сребрни крст са правим оружјем чији су кракови на крајевима украшен царском круном. На аверсу је Краљевски скиптар у центру;
- Реверс је једноставан, али од 1938. налази се на њему урезано име примаоца и година издавања у доњем делу крста.
- Трака је ширине 32 мм и састоји се од три једнака вертикалне пруге беле, љубичасте и бела боје.

## Награде
- Током Првог светског рата, првој особи којој је додељен Војни крст је био капетан Францис Виктор Валингтон из Краљевске пољске артиљерије.

- Током Другог светског рата капетан Петар Манексхав из индијске армије (који је на крају догурао до фелдмаршала), био је предводник контра-офанзивне операције против инвазије јапанске војске, у Бурми. Током ове офанзиве био је погођен из митраљеза и тешко рањен у стомак. Генерал-мајор ДТ Кауан приметио је да је капетан Манексхав једва остао жив, свестан његовог јуначког отпор Јапанцима, а из страха од најгорег, скинуо је свој орден Војног крста и ставио га тешко рањеном капетану Манексахаву говорећи „умрлом лицу не може бити додељен Војни крст“.

- Први постхумни Војни крст је био додељен капетану Херберту Вестмакоту гардијском војнику за јунаштво у Северној Ирској у периоду од 1. фебруара 1980. до 30. априла 1980. године.

- Прва жена која је добила Војни крст је редов Мишел Норис из краљевског медицинског корпуса у саставу краљевске регименте „Принцеза од Велса“ у Ираку. Медаљу јој је лично уручила краљица Елизабета II 21. марта 2007, као резултат њеног ангажовања у Ираку 11. јуна 2006.